# Miss Supranational 2018

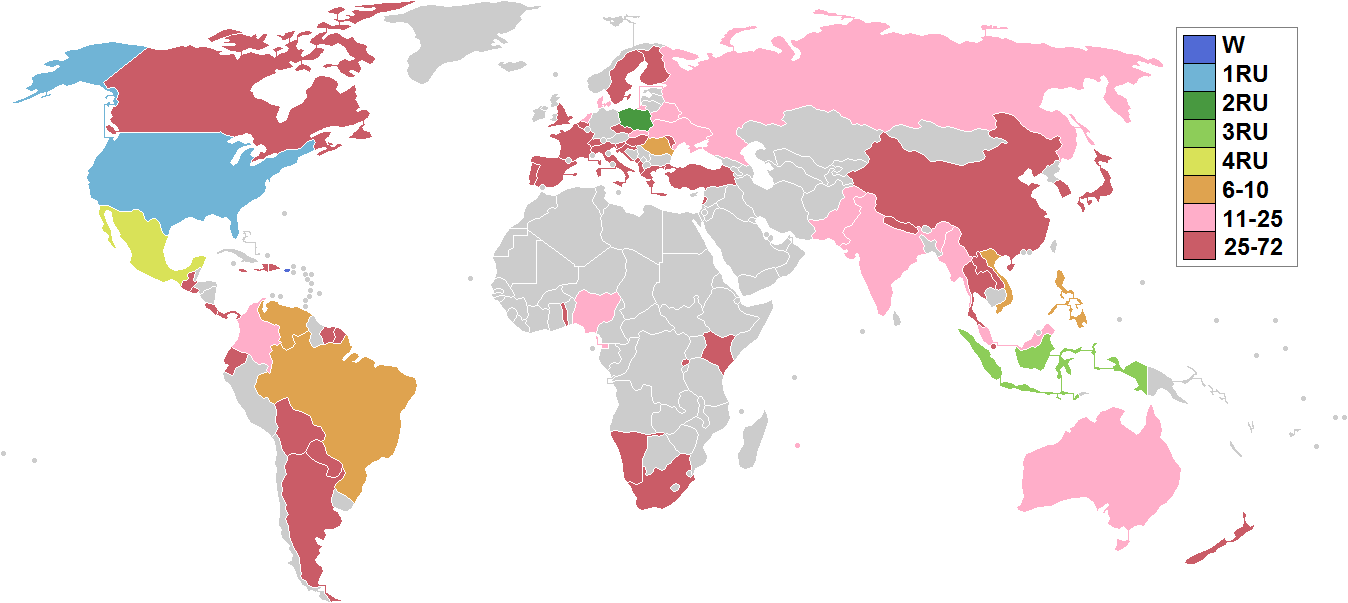
Państwa i terytoria zależne uczestniczące w Miss Supranational 2018

Miss Supranational 2018 – dziesiąta jubileuszowa gala konkursu Miss Supranational, która odbyła się 7 grudnia 2018 po raz piąty w Krynicy-Zdroju. Zgrupowanie przed finałem odbyło się w Karpaczu oraz w Krynicy-Zdroju.
Galę poprowadzili Maciej Dowbor i białoruski prezenter Iwan Podriez. Podczas gali finałowej wystąpił Michał Szpak oraz zespół Blue Café.
Zwyciężczynią została reprezentantka Portoryko, Valeria Vazquez Latorre.

## Rezultat finałowy
| Rezultat                | Miss |
| ----------------------- | --- |
| Miss Supranational 2018 | - Portoryko – Valeria Vazquez Latorre |
| 1. wicemiss             | - Stany Zjednoczone – Katrina Jayne Dimaranan |
| 2. wicemiss             | - Polska – Magdalena Bieńkowska |
| 3. wicemiss             | - Indonezja – Wilda Octaviana Situngkir |
| 4. wicemiss             | - Meksyk – Diana Romero |
| Top 10                  | - Brazylia – Bárbara Reis - Filipiny – Jehza Mae Huelar - Rumunia – Andreea Coman - Wenezuela – Nariman Cristina Batthika Yanyi - Wietnam – Nguyễn Minh Tú |
| Top 25                  | - Australia – Maddison Clare - Białoruś – Margarita Martynova - Dania – Celina Riel - Gwinea Równikowa – Maria Lucrecia Nve Maleva - Holandia – Kelly van den Dungen - Indie – Aditi Hundia - Kolumbia – Miriam Carranza-De´Moya - Malezja – Sanjna Suri - Mauritius – Anoushka Ah keng - Mjanma – Shwe Eain Si - Nigeria – Daniella Orumwense - Pakistan – Anzhelika Tahir - Rosja – Guzaliya Izmailova - Słowacja – Katarina Oeovanova - Ukraina – Snizhana Tanchuk |

Po finale ujawniono szczegółowe TOP 30 konkursu:
|  | - 1. Portoryko – Valeria Vazquez Latorre - 2. Stany Zjednoczone – Katrina Jayne Dimaranan - 3. Polska – Magdalena Bieńkowska - 4. Indonezja – Wilda Octaviana Situngkir - 5. Meksyk – Diana Romero - 6. Brazylia – Bárbara Reis - 7. Wietnam – Nguyễn Minh Tú - 8. Rumunia – Andreea Coman - 9. Filipiny – Jehza Mae Huelar - 10. Wenezuela – Nariman Cristina Batthika Yanyi | - 11. Kolumbia – Miriam Carranza De Moya - 12. Ukraina – Snizhana Tanchuk - 13. Białoruś – Margarita Martynova - 14. Pakistan – Anzhelika Tahir - 15. Holandia – Kelly van den Dungen - 16. Malezja – Sanjna Suri - 17. Mauritius – Anoushka Ah keng - 18. Słowacja – Katarina Oeovanova - 19. Indie – Aditi Hundia - 20. Nigeria – Daniella Orumwense | - 21. Mjanma – Shwe Eain Si - 22. Dania – Celina Riel - 23. Australia – Maddison Clare - 24. Gwinea Równikowa – Maria Lucrecia Nve Maleva - 25. Rosja – Guzaliya Izmailova - 26. Ekwador – Carla Prado - 27. Gwatemala – Stephanie Ogaldez - 28. Południowa Afryka – Belinde Schreuder - 29. Malta – Natalia Galea - 30. Surinam – Shamira Nadine Jap |

## Kontynentalne Królowe Piękności
| Kontynent | Uczestniczka                   |
| --------- | ------------------------------ |
| Afryka    | - Mauritius – Anoushka Ah keng |
| Ameryki   | - Brazylia – Bárbara Reis      |
| Azja      | - Wietnam – Nguyễn Minh Tú     |
| Karaiby   | - Surinam – Shamira Nadine Jap |
| Europa    | - Rumunia – Andreea Coman      |
| Oceania   | - Australia – Maddison Clare   |

## Nagrody specjalne
| Nagroda                    | Zwyciężczyni                                  |
| -------------------------- | --------------------------------------------- |
| Miss Fotogeniczności       | - Wenezuela – Nariman Cristina Batthika Yanyi |
| Miss Koleżenskości         | - Singapur – Priyanka Annuncia                |
| Najlepsze Ciało            | - Stany Zjednoczone – Katrina Jayne Dimaranan |
| Miss Elegancji             | - Belgia – Dhenia Covens                      |
| Najlepszy Strój Wieczorowy | - Wietnam – Nguyễn Minh Tú                    |

Najlepszy Strój Narodowy
| Rezultat     | Uczestniczka |
| ------------ | --- |
| Zwyciężczyni | - Meksyk – Diana Romero - Rosja – Guzaliya Izmailova - Korea Południowa – Lee Eun-bi - Wietnam – Nguyễn Minh Tú - Gwatemala – Stephanie Ogaldez - Laos – Santhany Saimanyvan - Indonezja – Wilda Octaviana Situngkir - Panama – Keythlin Saavedra - Haiti – Mideline Phelizor |

Miss Talent
| Rezultat     | Uczestniczka |
| ------------ | --- |
| Zwyciężczyni | - Korea Południowa – Lee Eun-bi |
| Top 10       | - Belgia – Dhenia Covens - Hiszpania – Teresa Calleja Palazuelo - Kolumbia – Miriam Carranza De Moya - Portugalia – Claudia Maia - Stany Zjednoczone – Katrina Jayne Dimaranan - Meksyk – Diana Romero - Pakistan – Anzhelika Tahir - Panama – Keythlin Saavedra - Jamajka – Tonille Simone Watkis |

Top Model
| Rezultat          | Uczestniczka                                   |
| ----------------- | ---------------------------------------------- |
| Top Model         | - Brazylia – Bárbara Reis                      |
| Top Model Oceania | - Australia – Maddison Clare                   |
| Top Model Europa  | - Białoruś – Margarita Martynova               |
| Top Model Ameryki | - Brazylia – Bárbara Reis                      |
| Top Model Afryka  | - Gwinea Równikowa – Maria Lucrecia Nve Maleva |
| Top Model Caribe  | - Haiti – Mideline Phelizor                    |
| Top Model Azja    | - Indonezja – Wilda Octaviana Situngkir        |

## Jurorzy
Z okazji jubileuszowej edycji konkursu, początkowo wśród jurorek miały zasiąść wszystkie laureatki konkursu. Jednak z powodów osobistych zabrakło Moniki Lewczuk – Miss Supranational 2011 oraz Stephanii Vásquez Stegman – Miss Supranational 2015.
- Oksana Moria – Miss Supranational 2009
- Karina Pinilla Corro – Miss Supranational 2010
- Katarzyna Krzeszowska – 4. wicemiss Supranational 2014
- Ekaterina Buraya – Miss Supranational 2012
- Mutya Johanna Datul – Miss Supranational 2013
- Asha Bhat – Miss Supranational 2014
- Srinidhi Ramesh Shetty – Miss Supranational 2016
- Jenny Kim – Miss Supranational 2017
- Gerhard Parzutka von Lipiński – prezes zarządu Nowa Scena, prezydent wykonawczy konkursu Miss Supranational

## Lista uczestniczek
73 kandydatki konkursu Miss Supranational 2018:
| Państwo           | Uczestniczka                    | Wiek | Wzrost (cm) | Miejscowość      |
| ----------------- | ------------------------------- | ---- | ----------- | ---------------- |
| Albania           | Alba Bajram                     | 18   | 178         | Elbasan          |
| Anglia            | Romy Simpkins                   | 24   | 170         | Londyn           |
| Argentyna         | Lali Dieguez                    | 19   | 175         | Buenos Aires     |
| Australia         | Maddison Clare                  | 25   | 175         | Sydney           |
| Belgia            | Dhenia Covens                   | 25   | 175         | Antwerpia        |
| Białoruś          | Margarita Martynova             | 22   | 177         | Mińsk            |
| Boliwia           | Ilseen Olmos Ferrufino          | 27   | 175         | La Paz           |
| Brazylia          | Bárbara Reis                    | 20   | 180         | Sinop            |
| Chiny             | Gao Ziqian                      | 19   | 180         | Pekin            |
| Chorwacja         | Tihana Babij                    | 18   | 174         | Zagrzeb          |
| Czarnogóra        | Sandra Rešetar                  | 22   | 181         | Podgorica        |
| Czechy            | Jana Šišková                    | 23   | 174         | Zubří            |
| Dania             | Celina Riel                     | 18   | 176         | Kopenhaga        |
| Dominikana        | Yomaira de Luna                 | 22   | 174         | Toledo           |
| Ekwador           | Carla Prado                     | 24   | 176         | Guayaquil        |
| Filipiny          | Jehza Mae Huelar                | 23   | 168         | Davao            |
| Finlandia         | Eveliina Tikka                  | 23   | 176         | Helsinki         |
| Francja           | Sonia Mansour                   | 25   | 173         | Paris            |
| Grecja            | Maria Psilou                    | 21   | 173         | Ejo              |
| Gwadelupa         | Daveline Nanette                | 27   | 175         | Basse-Terre      |
| Gwatemala         | Stephanie Ogaldez               | 21   | 174         | Gwatemala        |
| Gwinea Równikowa  | Maria Lucrecia Nve Maleva       | 19   | 180         | Malabo           |
| Haiti             | Mideline Phelizor               | 23   | 181         | Port-au-Prince   |
| Hiszpania         | Teresa Calleja Palazuelo        | 21   | 178         | Madryt           |
| Holandia          | Kelly van den Dungen            | 25   | 174         | Amsterdam        |
| Indie             | Aditi Hundia                    | 21   | 166         | Jaipur           |
| Indonezja         | Wilda Octaviana Situngkir       | 22   | 173         | Pontianak        |
| Jamajka           | Tonille Simone Watkis           | 27   | 170         | Kingston         |
| Japonia           | Yurika Nakamoto                 | 23   | 174         | Okinawa          |
| Kanada            | Alyssa Boston                   | 23   | 170         | Tecumseh         |
| Kenia             | Ivy Marani                      | 24   | 170         | Bungoma          |
| Kolumbia          | Miriam Carranza De Moya         | 23   | 174         | Barranquilla     |
| Korea Południowa  | Lee Eun-bi                      | 26   | 172         | Gyeonggi         |
| Kostaryka         | Marianella Chase                | 27   | 171         | San José         |
| Laos              | Santhany Saimanyvan             | 25   | 169         | Wientian         |
| Liban             | Natalie Macdisi                 | 24   | 168         | Bejrut           |
| Malezja           | Sanjna Suri                     | 27   | 175         | Kuala Lumpur     |
| Malta             | Natalia Galea                   | 20   | 173         | Birkirkara       |
| Mauritius         | Anoushka Ah keng                | 24   | 171         | Rodrigues        |
| Meksyk            | Diana Romero                    | 26   | 176         | Mazatlan         |
| Mjanma            | Shwe Eain Si                    | 20   | 171         | Rangun           |
| Mołdawia          | Nicoleta Căun                   | 22   | 175         | Kiszyniów        |
| Namibia           | Ndilyowike Haipinge             | 26   | 171         | Windhoek         |
| Nepal             | Mahima Singh                    | 23   | 173         | Kathmandu        |
| Nigeria           | Daniella Orumwense              | 25   | 175         | Edo              |
| Nowa Zelandia     | Johannah Charlotte              | 25   | 171         | Wellington       |
| Pakistan          | Anzhelika Tahir                 | 24   | 173         | Kiev             |
| Panama            | Keythlin Saavedra               | 18   | 174         | Panama           |
| Paragwaj          | Ana Paula Cespedes              | 20   | 170         | Asunción         |
| Polska            | Magdalena Bieńkowska            | 25   | 172         | Warszawa         |
| Południowa Afryka | Belinde Schreuder               | 22   | 177         | Victoria         |
| Portoryko         | Valeria Vázquez                 | 24   | 178         | San Juan         |
| Portugalia        | Claudia Maia                    | 21   | 171         | Lamas            |
| Rosja             | Guzaliya Izmailova              | 22   | 175         | Saint Petersburg |
| Rumunia           | Andreea Coman                   | 25   | 172         | Bukareszt        |
| Rwanda            | Tina Uwase                      | 24   | 170         | Kigali           |
| Salwador          | Katia Lobos                     | 28   | 173         | San Salvador     |
| Singapur          | Priyanka Annuncia               | 21   | 170         | Singapur         |
| Słowacja          | Katarina Oeovanova              | 21   | 172         | Hriňová          |
| Słowenia          | Mersedes Viler Zdzarsky         | 27   | 173         | Lublana          |
| Stany Zjednoczone | Katrina Jayne Dimaranan         | 25   | 175         | Union City       |
| Surinam           | Shamira Nadine Jap              | 22   | 170         | Paramaribo       |
| Szwajcaria        | Amelia Giannarelli              | 20   | 172         | Collombey        |
| Szwecja           | Jenny Wulff                     | 22   | 175         | Sztokholm        |
| Tajlandia         | Pinnarat Mawinthon              | 27   | 175         | Nan              |
| Togo              | Yasmin Iman Salou               | 25   | 170         | Lomé             |
| Turcja            | Roda Irmak Kalkan               | 18   | 172         | Stambuł          |
| Ukraina           | Snizhana Tanchuk                | 27   | 177         | Lwów             |
| Wenezuela         | Nariman Cristina Batthika Yanyi | 23   | 180         | Maturín          |
| Węgry             | Patricia Galambos               | 21   | 160         | Budapeszt        |
| Wietnam           | Nguyễn Minh Tú                  | 26   | 178         | Ho Chi Minh      |
| Włochy            | Rosa Fariello                   | 23   | 176         | Puglia           |

## Pozostałe informacje
Państwa, które zadebiutowały w konkursie
- Laos
- Pakistan

Państwa, które powróciły do konkursu
|  | Ostatni raz w konkursie w 2012: - Czarnogóra Ostatni raz w konkursie w 2013: - Gwatemala - Mołdawia - Togo Ostatni raz w konkursie w 2014: - Grecja - Liban - Słowenia Ostatni raz w konkursie w 2015: - Gwinea Równikowa - Nowa Zelandia | Ostatni raz w konkursie w 2016: - Anglia - Argentyna - Dania - Haiti - Malezja - Mauritius - Nepal - Nigeria - Ukraina - Węgry |

Kraje, które zmieniły kandydatki
- Argentyna – Julieta Sanchez ► Lali Dieguez
- Nigeria – Le Von Ijeh ► Daniella Orumwense
- Portugalia – Alina Mulyavka ► Claudia Maia
- Rwanda – Djazira Munyaneza ► Tina Uwase
- Słowacja – Jasmina Tatyová ► Katarina Oeovanova

Państwa, które zrezygnowały z konkursu
|  | - Angola - Chile - Etiopia - Gibraltar - Kazachstan - Niemcy - Norwegia | - Peru - Republika Zielonego Przylądka - Sudan Południowy - Szkocja - Walia - Wyspy Świętego Tomasza i Książęca - Zimbabwe |

Kraje, które wybrały kandydatki, lecz wycofały się z konkursu
debiut
- Wyspy Owcze - Benita Winther Jensen

powrót
- Angola – Andreia Muhitu
- Chile – Ingrid Aceitón Hormazábal
- Etiopia – Luam Weldegiorgis
- Peru – Yohana Alegría Hidalgo Zeta

Kandydatki, które brały udział w innych konkursach piękności
|  | Miss World - 2017: Grecja – Maria Psilou - 2017: Polska – Magdalena Bieńkowska (Top 40) Miss International - 2014: Ekwador – Carla Prado - 2016: Anglia – Romy Simpkins - reprezentowała Wielka Brytania - 2016: Polska – Magdalena Bieńkowska (Top 15) Miss Grand International - 2017: Holandia – Kelly van den Dungen (Top 20) - 2017: Ukraina – Snizhana Tanchuk (Top 10) - 2017: Finlandia –Eveliina Tikka - 2017: Francja – Sonia Mansour Miss Intercontinental - 2017: Malezja – Sanjna Suri (Top 18) | Miss Globe - 2018: Albania – Alba Bajrami (4. wicemiss) - 2018: Włochy – Rosa Fariello (3. wicemiss) Miss Eco International - 2017: Francja – Sonia Mansour - 2018: Kanada – Alyssa Boston Top Model of the World - 2016: Francja – Sonia Mansour Reina Hispanoamericana - 2018: Wenezuela – Nariman Battikha Yanyi (Zwyciężczyni) |